# Saceda-Trasierra
Saceda-Trasierra é um município da Espanha na província de Cuenca, comunidade autónoma de Castilla-La Mancha, de área 30,98 km² com população de 106 habitantes (2004) e densidade populacional de 3,42 hab/km².

## Demografia
| Variação demográfica do município entre 1991 e 2004 | Variação demográfica do município entre 1991 e 2004 | Variação demográfica do município entre 1991 e 2004 | Variação demográfica do município entre 1991 e 2004 |
| --------------------------------------------------- | --------------------------------------------------- | --------------------------------------------------- | --------------------------------------------------- |
| 1991                                                | 1996                                                | 2001                                                | 2004                                                |
| 51                                                  | 95                                                  | 91                                                  | 106                                                 |